# Ida læser et brev
Ida læser et brev er et  maleri af Vilhelm Hammershøi.  Det er et af de dyreste danske malerier der er solgt på  auktion. Det  blev solgt for, hvad der svarer til  13.723.310/15.747.499 danske kroner og forestiller kunstnerens kone,  Ida, i parrets bolig i Strandgade 30 på Christianshavn i København.

## Eksterne kilder og henvisninger
1. ↑  Samtlige danske malerier opdateret den 21. maj 2015
2. ↑  Hammershøi-maleri  sætter verdensrekord som det dyreste danske maleri - Politiken.dk

| Kunst | Spire Denne artikel om kunst er en spire som bør udbygges. Du er velkommen til at hjælpe Wikipedia ved at udvide den. |